# Dictyospermum montanum
Dictyospermum montanum är en himmelsblomsväxtart som beskrevs av Robert Wight. Dictyospermum montanum ingår i släktet Dictyospermum och familjen himmelsblomsväxter. Inga underarter finns listade.

## Bildgalleri

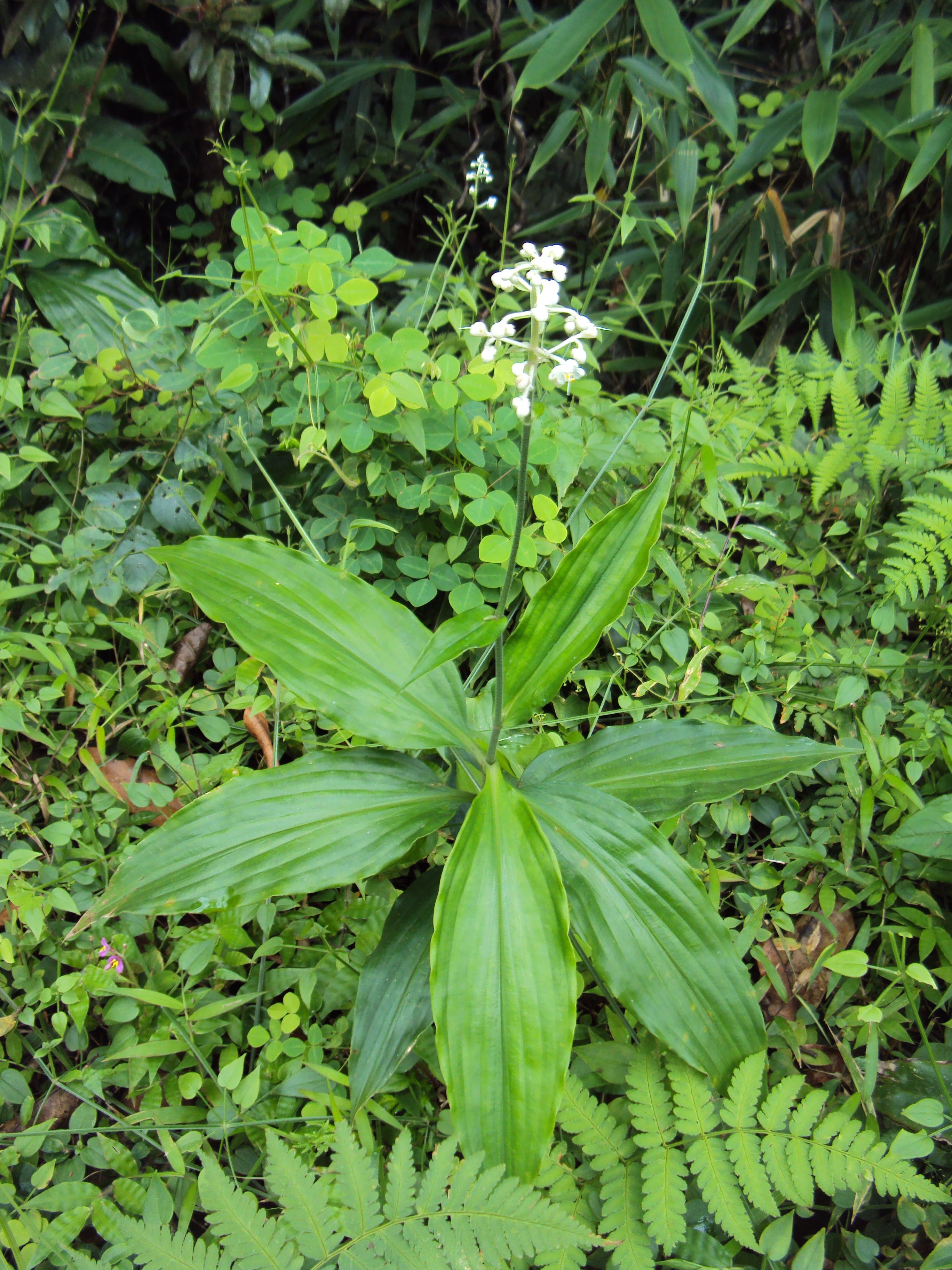
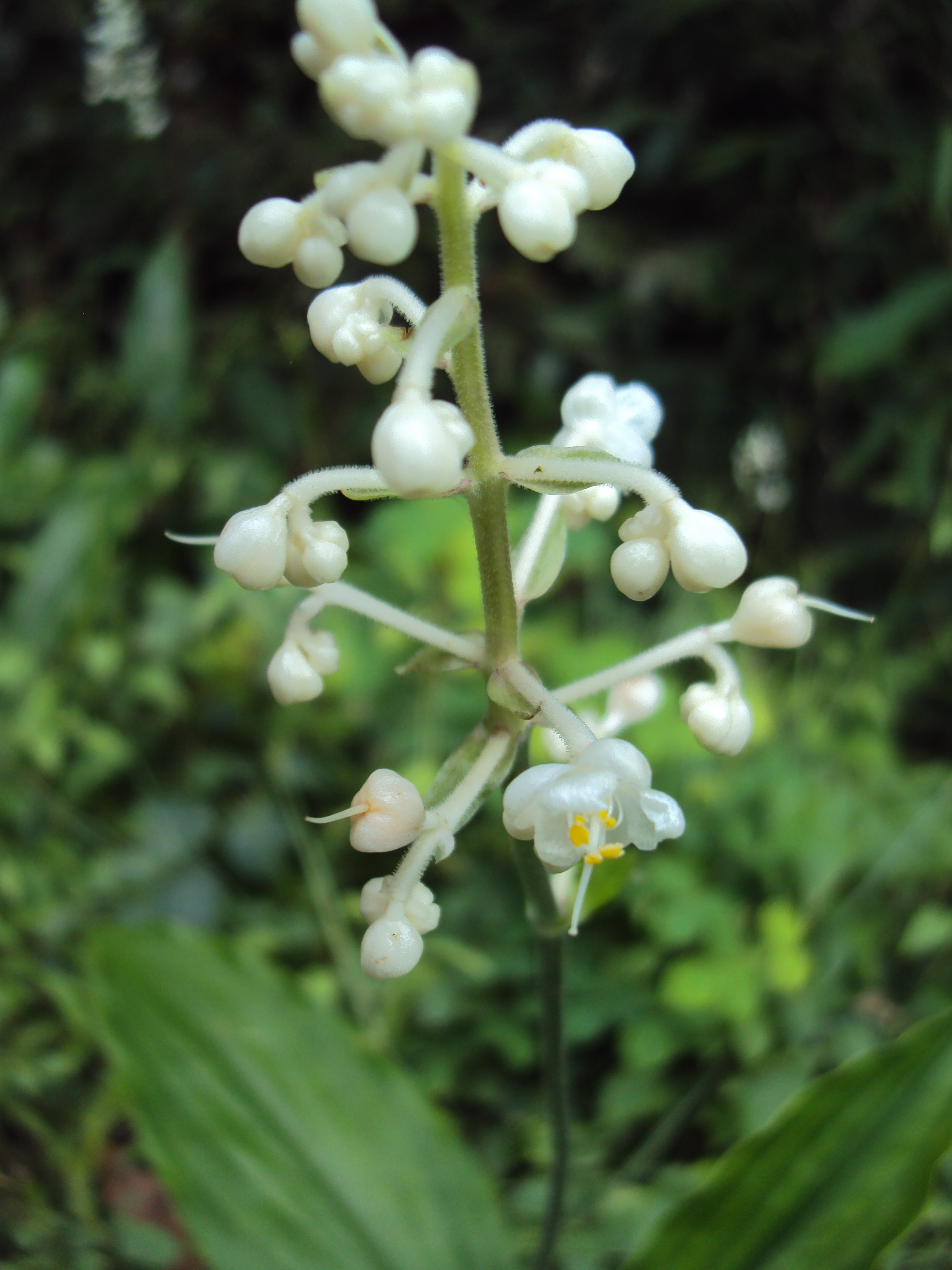
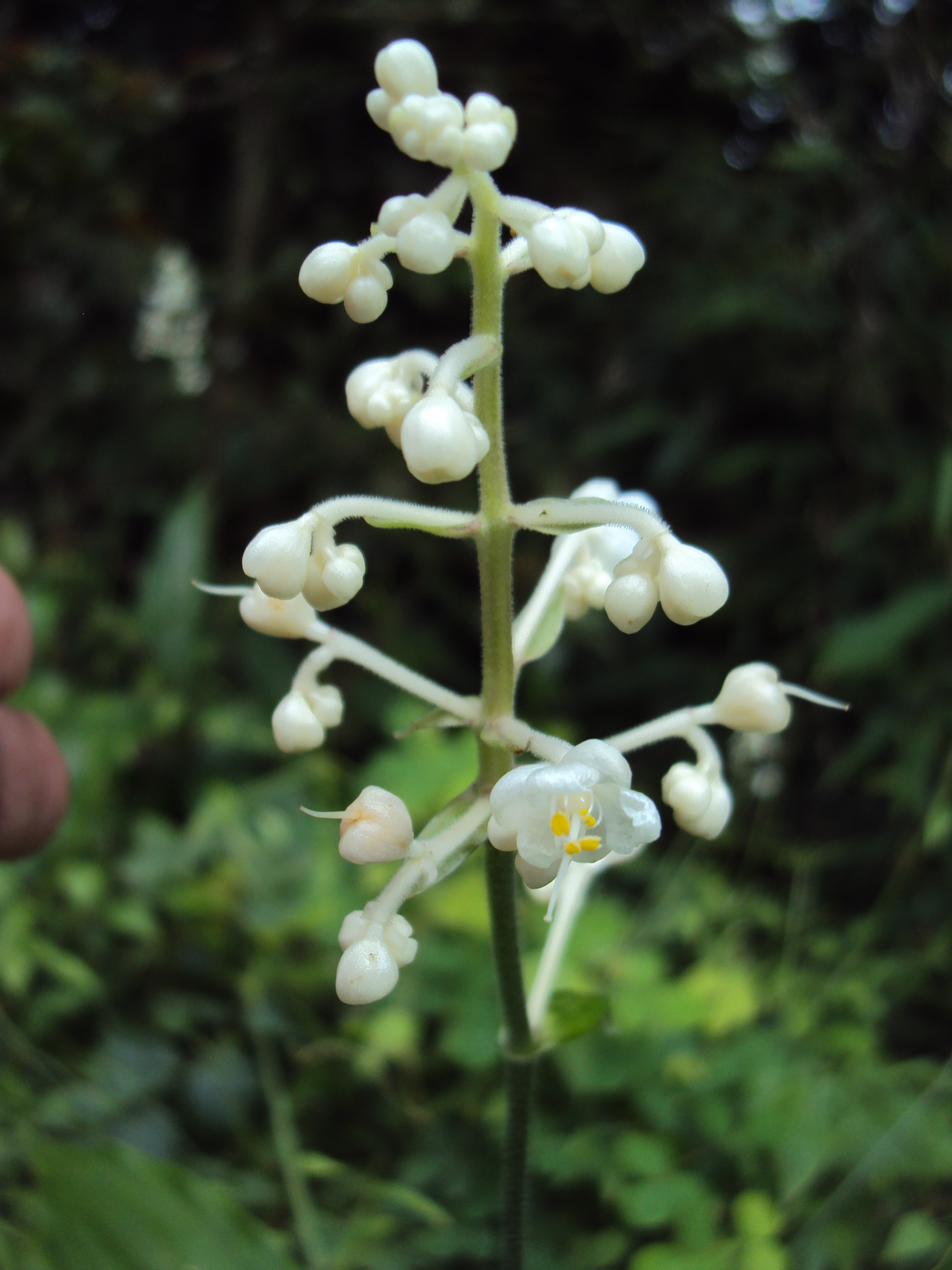